# ウィリアムズ F107

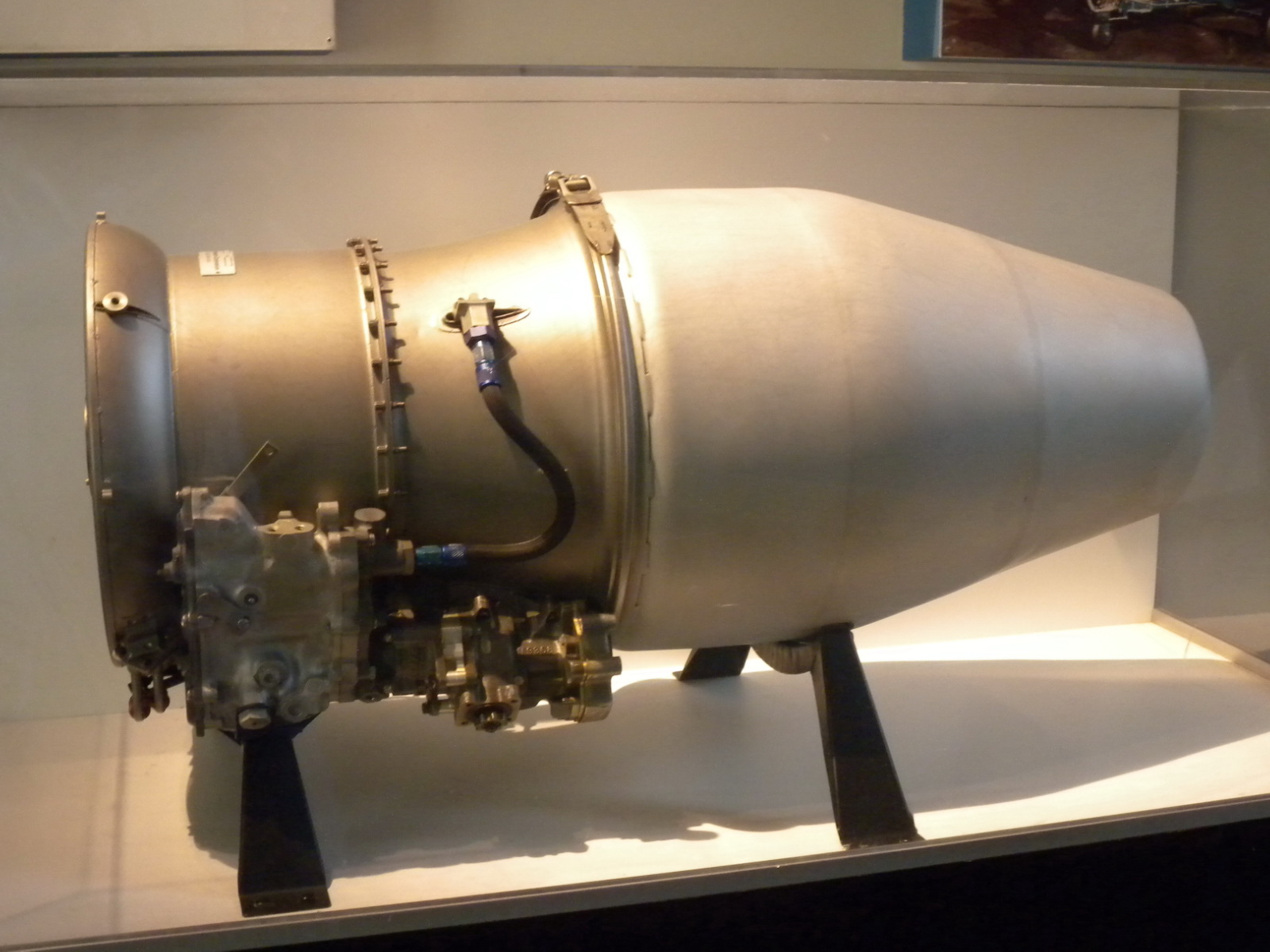
ウィリアムズ F107

ウィリアムズ F107 (社内分類WR19) はウィリアムズ・インターナショナルによって生産される小型のターボファンエンジンである。F107は巡航ミサイルの動力として設計された。
AGM-86 ALCMとBGM-109 トマホークと同様に実験的なウィリアムズ X-ジェット 飛行プラットホームの動力として使用される。

## 搭載機
- AGM-86 ALCM
- BGM-109 トマホーク
- AGM-158 JASSM
- AGM-158C LRASM
- カマン KSA-100 SAVER（英語版）
- ウィリアムズ X-ジェット
- ベル エアロスペース フライング ジェット ベルト（英語版）
- ダイネティクス X-61 グレムリン

## 仕様諸元
一般的特性
- 形式: ターボファン
- 全長: 1,262 mm
- 直径: 305 mm
- 乾燥重量: 66.2 kg

構成要素
- 圧縮機: 2軸反転軸流式

性能
- 推力: 2.7キロニュートン (610 lbf) (F107-WR-400) 3.1キロニュートン (700 lbf) (F107-WR-402)
- バイパス比: 1:1
- 燃料消費率: 0.682 kg/kg-h[1]
- 推力重量比: 4.6:1